# 宇野澤元春
宇野澤 元春（うのざわ もとはる、1985年2月 - ）は、歯科医師、医学博士、日本の実業家。
株式会社Dental Prediction代表取締役社長。

## 経歴
2009年に日本大学松戸歯学部卒業、2011年千葉大学医学部付属病院口腔外科臨床研修医修了、2014年千葉大学大学院医学研究科を修了し、2017年渡米。
2019年にニューヨーク大学歯学部（NYUCD）Advanced Program in Implant Dentistry 修了。2020年に株式会社Dental Predictionを設立し、代表取締役社長に就任。3D Printing Model事業を展開し、5G・XR(VR/AR)との連携を推進。
2022年、東北大学大学院歯学研究科非常勤講師着任、歯学DX分野を開拓。

## 実績
株式会社Dental Predictionの取り組みは下記の通り。
2021年7月12日、大阪産業局、SoftBank株式会社、Holoeyes株式会社と共に、日本初「5G（第5世代移動通信システム）ネットワークにおけるXR歯科手術支援の有効性の検証」に参画

2022年1月、Holoeyes株式会社などと連携し、NTTドコモの5G技術を活用し、シンガポールの医師らに遠隔で技術支援実証

2022年7月、日本IBMとAIを活用し、症状をもとに関連疾患を示すソリューション開発

2022年9月、遠隔歯科手術支援サービスを米国やサウジで展開